# Гуманітарні науки (фільм)
«Гуманітарні науки» (англ. «Liberal Arts») — американська комедійна драма 2012 року автора сценарію, режисера, і виконавця головної ролі Джоша Реднора про романтичні стосунки 35-річного Джесі і 19-річної студентки Зіббі, для яких різниця у віці стає перепоною у відносинах, США.

## Зміст
Сюжет оповідає про хлопця тридцяти років і студентку коледжу, яких об'єднує взаємна любов до книг і музики, але різниця у віці заважає їхнім стосункам.

## Ролі
- Джош Реднор — Джессі Фішер
- Елізабет Олсен — Зіббі
- Річард Дженкінс — професор Пітер Гоберґ
- Еллісон Дженні — професор Джудіт Фейрфілд
- Джон Магаро — Дін
- Зак Ефрон — Нет
- Елізабет Різер — Ана
- Кейт Бьортон — Сьюзен
- Алі Ан — Ванесса
- Роберт Десідеріо — Девід
- Крістен Буш — Леслі
- Нед Доніс — Ерік
- Грегг Едельман — Роберт

## Цікаві факти
- Слоган фільму - «Іноді студенти – найкращі вчителі»
- Джош Реднор, виконавець головної ролі, продюсер, сценарист і режисер фільму, відомий участю в комедійному серіалі «Як я зустрів вашу маму». В 2010 році він написав сценарій і поставив комедію «Щасливі разом»
- Зйомки фільму почалися в червні 2011 року і проходили в штаті Огайо, США
- Виконавиця головної ролі Елізабет Олсен — молодша сестра близнят Мері-Кейт і Ешлі Олсен, яка також пішла по акторської династії
- В одній сцені герой Джоша Реднора Джессі читає роман «Сутінки», а пізніше знайомиться з героїнею Елізабет Різер Аною, яка грала Есмі Каллен у фільмі «Сутінки»
- Коледж, де розгортається дія фільму, в чому схожий з реальним прототипом «Kenyon College», розташованого в штаті Огайо. Актриса Еллісон Дженні, виконавиця ролі професора Джудіт, свого часу вчилася в цьому коледжі
- У сюжеті була прописана історія героя Майлза (Майкл Уестон), старого друга Джессі, який збирається виїхати в Іспанію, але за різними обставинами відкладають цю поїздку. Ця сюжетна лінія була вирізана з фінального варіанту картини, зате увійшла як бонус як «Вилучені сцени» на DVD
- Дітям до 13 років перегляд не бажаний

## Критика та відгуки
Фільм отримав в основному позитивні відгуки. На сайті «Rotten Tomatoes» він отримав 70% голосів. Основна ідея відгуків полягає в наступному: «Фільм успішно представлений як добродушною і дивно розумною картиною, яка змушує вас ностальгувати за вашої власної молодості». Кінооглядач Роджер Еберт назвав фільм «майже необґрунтованим задоволенням» і дав оцінку в 3,5 з 4 балів. на порталі «Metacritic» оцінки вийшли змішаними - фільм отримав 55 відгуків з 100 на основі 24 голосували.

## Саундтрек
Композиції, які звучать у фільмі, включають сучасних авторів і класичну музику
- «Poison Tree» — Moby
- «Uh Uh Uh» — Hey Willpower
- «Hotter Sweeter» — Miss TK & The Revenge
- «Runnin; Away» — Ryan Dilmore
- «In the Moonlight» — Dawn Mitschele
- Vedro con mio diletto from "Giustino, Anastasio's aria", Антоніо Вівальді — Philippe Jaroussky with Ensemble Matheus
- Tannhauser: Overture, Річард Вагнер — Чиказький симфонічний оркестр
- Piano Concerto No. 5: 2nd Movement, Людвіг Бетховен — The Blainville Symphony Orchestra
- Soave sia il vento, Моцарт — Carol Vaness, Delores Ziegler, Claudio Desderi, а також Лондонський філармонійний оркестр
- La scala di seta: Overture, Россіні — The Academy of St. Martin-in-the-Fields
- «I've Got a Right To Lose My Mind» — Margo White
- «All the Girls Be MadAt Me» — Lippay
- «Lost Dreams» — The Soulsations
- «Cali Frame» — Medusa
- «Favorite Song» — Kaiser Cartel
- «I Want a Kenyon Man» — Calle Voce, featuring Carling Fitzsimmons, Caroline Eichler, Ananda Plunkett, Joanna Tomassoni, Robyn Rae Stype, Ellen Kaufman, Julia Dopp, Ally Schmaling

## Світовий реліз
- США — 12 квітня 2012 року — Міжнародний кінофестиваль у Далласі
- Велика Британія — 26 квітня 2012 року — Кінофестиваль «Санденс» в Лондоні
- США — 22 травня 2012 року — Міжнародний кінофестиваль у Сіетлі
- США — 15 червня 2012 року — Міжнародний кінофестиваль у Провінстауні
- США — 14 вересня 2012 року — обмежений прокат
- Канада — 15 вересня 2012 року — Атлантичний кінофестиваль
- Велика Британія — 5 жовтня 2012 року — обмежений прокат
- Ірландія — 5 жовтня 2012 року
- Іспанія — 23 жовтня 2012 року — Міжнародний кінофестиваль у Валльядоліде
- Австралія — 13 грудня 2012 року
- Гонконг — 17 січня 2013 року
- Тайвань — 1 лютого 2013 року
- Нова Зеландія — 14 березня 2013 року
- Іспанія — 15 березня 2013 року — обмежений прокат
- Угорщина — 30 березня 2013 року — прем'єра на телебаченні
- Швеція — 17 квітня 2013 року— прем'єра на DVD